# Tanacetopsis kjurendaghi
Tanacetopsis kjurendaghi là một loài thực vật có hoa trong họ Cúc. Loài này được Kurbanov miêu tả khoa học đầu tiên năm 1984.